# 2019-es Clausura mexikói labdarúgó-bajnokság (első osztály)
A mexikói labdarúgó-bajnokság első osztályának 2019-es Clausura szezonja 18 csapat részvételével 2019. január 4-én kezdődött és május 26-ig tartott. A bajnokságot a monterreyi Tigres de la UANL nyerte meg, amelynek ez volt a 7. győzelme. A második helyen a León végzett, a bajnoksággal párhuzamosan zajló kupát az América hódította el. A másodosztályba elvileg a Veracruz esett volna ki, de a bajnokság 19 csapatosra bővítése miatt végül mégis bent maradtak.

## Előzmények
Az előző szezont, a 2018-as Aperturát a Club América nyerte meg. Mivel ez egy Apertura szezon volt, ezért kieső és feljutó csapat nem volt.

## Csapatok
| Csapat                       | Város              | Állam              | Stadion                | Edző (a szezon elején)    |
| ---------------------------- | ------------------ | ------------------ | ---------------------- | ------------------------- |
| América                      | Mexikóváros        | Szövetségi kerület | Azteca                 | Miguel Herrera            |
| Atlas                        | Guadalajara        | Jalisco            | Jalisco                | Guillermo Hoyos           |
| Cruz Azul                    | Mexikóváros        | Szövetségi Kerület | Azteca                 | Pedro Caixinha            |
| Guadalajara                  | Guadalajara        | Jalisco            | Omnilife               | José Cardozo              |
| León                         | León               | Guanajuato         | León                   | Ignacio Ambriz            |
| Lobos de la BUAP             | Puebla             | Puebla             | Universitario BUAP     | Francisco Palencia        |
| Monarcas Morelia             | Morelia            | Michoacán          | Morelos                | Roberto Hernández Ayala   |
| Monterrey                    | Monterrey          | Új-León            | BBVA Bancomer          | Diego Alonso              |
| Necaxa                       | Aguascalientes     | Aguascalientes     | Victoria               | Guillermo Vázquez         |
| Pachuca                      | Pachuca de Soto    | Hidalgo            | Hidalgo                | Pako Ayestarán            |
| Puebla                       | Puebla de Zaragoza | Puebla             | Cuauhtémoc             | Enrique Meza              |
| Pumas (Universidad Nacional) | Mexikóváros        | Szövetségi Kerület | Olímpico Universitario | David Patiño              |
| Querétaro                    | Querétaro          | Querétaro          | Corregidora            | Rafael Puente Del Río     |
| Santos Laguna                | Torreón            | Coahuila           | TSM Corona             | Salvador Reyes de la Peña |
| Tigres                       | Monterrey          | Új-León            | Universitario          | Ricardo Ferretti          |
| Tijuana                      | Tijuana            | Alsó-Kalifornia    | Caliente               | Óscar Pareja              |
| Toluca                       | Toluca de Lerdo    | México             | Nemesio Díez           | Hernán Cristante          |
| Veracruz                     | Veracruz           | Veracruz           | Luis de la Fuente      | Robert Siboldi            |

## Az alapszakasz végeredménye
Az alapszakasz 17 fordulóból állt, az első nyolc jutott be a rájátszásba.
| #   | Csapat        | M  | GY | D | V  | G+ – G– | GK  | P  | Megjegyzések   |
| --- | ------------- | -- | -- | - | -- | ------- | --- | -- | -------------- |
| 1.  | León          | 17 | 13 | 2 | 2  | 41–14   | +27 | 41 |                |
| 2.  | Tigres        | 17 | 11 | 4 | 2  | 33–16   | +17 | 37 |                |
| 3.  | Monterrey     | 17 | 8  | 6 | 3  | 33–21   | +12 | 30 |                |
| 4.  | Cruz Azul     | 17 | 8  | 6 | 3  | 26–15   | +11 | 30 |                |
| 5.  | América (KGY) | 17 | 9  | 2 | 6  | 28–19   | +9  | 29 |                |
| 6.  | Necaxa        | 17 | 8  | 5 | 4  | 32–24   | +8  | 29 |                |
| 7.  | Pachuca       | 17 | 8  | 4 | 5  | 32–26   | +6  | 28 |                |
| 8.  | Tijuana       | 17 | 9  | 1 | 7  | 25–20   | +5  | 28 |                |
| 9.  | Toluca        | 17 | 7  | 4 | 6  | 28–23   | +5  | 25 |                |
| 10. | Puebla        | 17 | 6  | 6 | 5  | 18–21   | −3  | 24 |                |
| 11. | Santos        | 17 | 6  | 4 | 7  | 21–23   | −2  | 22 |                |
| 12. | Lobos         | 17 | 6  | 2 | 9  | 17–34   | −17 | 20 |                |
| 13. | Atlas         | 17 | 6  | 1 | 10 | 19–28   | −9  | 19 |                |
| 14. | Guadalajara   | 17 | 5  | 3 | 9  | 16–21   | −5  | 18 |                |
| 15. | Pumas         | 17 | 4  | 5 | 8  | 19–26   | −7  | 17 |                |
| 16. | Morelia       | 17 | 2  | 7 | 8  | 20–31   | −11 | 13 |                |
| 17. | Querétaro     | 17 | 3  | 2 | 12 | 11–30   | −19 | 11 |                |
| 18. | Veracruz (K)  | 17 | 0  | 4 | 13 | 7–34    | −27 | 0  | 4 pont levonva |

Utolsó frissítés: 2019. május 6. 
Forrás: A bajnokság hivatalos honlapja 
A rangsorolás alapszabályai: 1. összpontszám, 2. egymás elleni eredmények összpontszáma, 3. gólkülönbség, 4. szerzett gólok száma.
(B): Bajnokcsapat, (K): Kieső csapat, (F): Feljutó csapat, (I): Kupainduló, (R): A rájátszás győztese, (KGY): Kupagyőztes

## Rájátszás
A döntő kivételével az a szabály, hogy ha a két meccs összesítve döntetlen, és az idegenbeli gól is egyenlő, akkor nincs hosszabbítás és tizenegyespárbaj, hanem az a csapat jut tovább, amelyik az alapszakaszban jobb helyen végzett.
A negyeddöntők első mérkőzéseit május 8-án és 9-én, a visszavágókat 11-én és 12-én játszották, az elődöntőkre május 15-én, 16-án, 18-án és 19-én került sor. A döntő első mérkőzése május 23-án, a visszavágó 26-án volt.
|  | Negyeddöntők | Negyeddöntők | Negyeddöntők | Negyeddöntők | Negyeddöntők |   |           | Elődöntők | Elődöntők | Elődöntők | Elődöntők | Elődöntők |  |  | Döntő | Döntő | Döntő | Döntő | Döntő |  |
|  |              |              |              |              |              |   |           |           |           |           |           |           |  |  |       |       |       |       |       |  |
|  | Necaxa       | Necaxa       | 1            | 0            | 1            |   |           |           |           |           |           |           |  |  |       |       |       |       |       |  |
|  | Necaxa       | Necaxa       | 1            | 0            | 1            |   |           |           |           |           |           |           |  |  |       |       |       |       |       |  |
|  | Monterrey    | Monterrey    | 0            | 1            | 1            |   |           |           |           |           |           |           |  |  |       |       |       |       |       |  |
|  | Monterrey    | Monterrey    | 0            | 1            | 1            |   | Monterrey | Monterrey | 1         | 0         | 1         |           |  |  |       |       |       |       |       |  |
|  |              |              |              |              |              |   | Monterrey | Monterrey | 1         | 0         | 1         |           |  |  |       |       |       |       |       |  |
|  |              |              | Tigres       | Tigres       | 0            | 1 | 1         |           |           |           |           |           |  |  |       |       |       |       |       |  |
|  | Pachuca      | Pachuca      | Tigres       | Tigres       | 0            | 1 | 1         | 1         | 1         | 2         |           |           |  |  |       |       |       |       |       |  |
|  | Pachuca      | Pachuca      |              |              |              |   |           |           |           | 2         |           |           |  |  |       |       |       |       |       |  |
|  | Tigres       | Tigres       | 1            | 1            | 2            |   |           |           |           |           |           |           |  |  |       |       |       |       |       |  |
|  | Tigres       | Tigres       | 1            | 1            | 2            |   | Tigres    | Tigres    | 1         | 0         | 1         |           |  |  |       |       |       |       |       |  |
|  |              |              |              |              |              |   |           |           |           |           |           |           |  |  |       |       |       |       |       |  |
|  |              |              | León         | León         | 0            | 0 | 0         |           |           |           |           |           |  |  |       |       |       |       |       |  |
|  | América      | América      | León         | León         | 0            | 0 | 0         | 3         | 0         | 3         |           |           |  |  |       |       |       |       |       |  |
|  | América      | América      |              |              |              |   |           |           |           | 3         |           |           |  |  |       |       |       |       |       |  |
|  | Cruz Azul    | Cruz Azul    | 1            | 1            | 2            |   |           |           |           |           |           |           |  |  |       |       |       |       |       |  |
|  | Cruz Azul    | Cruz Azul    | 1            | 1            | 2            |   | América   | América   | 0         | 1         | 1         |           |  |  |       |       |       |       |       |  |
|  |              |              |              |              |              |   | América   | América   | 0         | 1         | 1         |           |  |  |       |       |       |       |       |  |
|  |              |              | León         | León         | 1            | 0 | 1         |           |           |           |           |           |  |  |       |       |       |       |       |  |
|  | Tijuana      | Tijuana      | León         | León         | 1            | 0 | 1         | 1         | 1         | 2         |           |           |  |  |       |       |       |       |       |  |
|  | Tijuana      | Tijuana      |              |              |              |   |           |           |           | 2         |           |           |  |  |       |       |       |       |       |  |
|  | León         | León         | 3            | 2            | 5            |   |           |           |           |           |           |           |  |  |       |       |       |       |       |  |

## Együttható-táblázat
Az együttható-táblázat a csapatok (a jelenlegit is beleszámítva) utolsó hat első osztályú szezonjának alapszakaszában elért pontok átlagát tartalmazza négy tizedesre kerekítve, de ha egy csapat időközben volt másodosztályú is, akkor az az előtti időszak eredményei nincsenek benne. A szezon végén ez alapján a táblázat alapján dőlt el, hogy a Veracruz esett ki a másodosztályba. Az ő helyzetüket tovább súlyosbította az, hogy a FIFA egy uruguayi játékos, Joaquín Santos Arostegui képzési díjának meg nem fizetése miatt csaknem 750 000 pesóra büntette a csapatot, és 6 pontot is levontak tőlük. Mivel a bajnokság végén mindössze 4 ponttal rendelkeztek a pályán elért eredményeik alapján, így a tabellán csak ezt a 4 pontot vonták le tőlük, de az együttható-táblázatban mind a 6-ot. A pontlevonásnak köszönhetően a Veracruz lett a mexikói bajnokság történetének első csapata, amely pont nélkül zárt.
| Csapat      | Összpontszám | Mérkőzések | Együttható |
| ----------- | ------------ | ---------- | ---------- |
| Tigres      | 181          | 102        | 1,7745     |
| Monterrey   | 178          | 102        | 1,7451     |
| América     | 173          | 102        | 1,6961     |
| Toluca      | 167          | 102        | 1,6373     |
| Tijuana     | 155          | 102        | 1,5196     |
| Cruz Azul   | 155          | 102        | 1,5196     |
| León        | 153          | 102        | 1,5000     |
| Pachuca     | 149          | 102        | 1,4608     |
| Santos      | 141          | 102        | 1,3824     |
| Necaxa      | 136          | 102        | 1,3333     |
| Morelia     | 135          | 102        | 1,3235     |
| Pumas       | 129          | 102        | 1,2647     |
| Guadalajara | 126          | 102        | 1,2353     |
| Puebla      | 119          | 102        | 1,1667     |
| Atlas       | 118          | 102        | 1,1569     |
| Lobos       | 39           | 34         | 1,1471     |
| Querétaro   | 110          | 102        | 1,0784     |
| Veracruz    | 73           | 102        | 0,7157     |

## Eredmények

### Alapszakasz

#### Fordulónként

##### 1. forduló
| Dátum (mexikói idő) | Mérkőzés              | Eredmény |
| ------------------- | --------------------- | -------- |
| 2019. január 4.     | Morelia – Toluca      | 1–3      |
| 2019. január 4.     | Puebla – Cruz Azul    | 1–1      |
| 2019. január 5.     | Querétaro – Atlas     | 1–2      |
| 2019. január 5.     | Monterrey – Pachuca   | 5–0      |
| 2019. január 5.     | León – Tigres         | 2–2      |
| 2019. január 5.     | Guadalajara – Tijuana | 2–0      |
| 2019. január 6.     | Pumas – Veracruz      | 0–0      |
| 2019. január 6.     | Lobos – Santos        | 2–0      |
| 2019. március 5.    | América – Necaxa      | 1–3      |

##### 2. forduló
| Dátum (mexikói idő) | Mérkőzés                | Eredmény |
| ------------------- | ----------------------- | -------- |
| 2019. január 11.    | Veracruz – Lobos        | 0–1      |
| 2019. január 11.    | Atlas – América         | 1–2      |
| 2019. január 12.    | Monterrey – León        | 2–2      |
| 2019. január 12.    | Cruz Azul – Guadalajara | 0–1      |
| 2019. január 12.    | Pachuca – Querétaro     | 3–0      |
| 2019. január 12.    | Necaxa – Pumas          | 2–1      |
| 2019. január 12.    | Tijuana – Tigres        | 0–3      |
| 2019. január 13.    | Toluca – Puebla         | 2–0      |
| 2019. január 13.    | Santos – Morelia        | 1–0      |

##### 3. forduló
| Dátum (mexikói idő) | Mérkőzés              | Eredmény |
| ------------------- | --------------------- | -------- |
| 2019. január 18.    | Morelia – Veracruz    | 2–0      |
| 2019. január 18.    | Puebla – Santos       | 1–1      |
| 2019. január 19.    | Querétaro – Monterrey | 1–2      |
| 2019. január 19.    | América – Pachuca     | 3–0      |
| 2019. január 19.    | Tigres – Cruz Azul    | 0–1      |
| 2019. január 20.    | Pumas – Atlas         | 2–2      |
| 2019. január 20.    | Lobos – Necaxa        | 2–3      |
| 2019. január 20.    | Guadalajara – Toluca  | 1–0      |
| 2019. január 20.    | León – Tijuana        | 0–1      |

##### 4. forduló
| Dátum (mexikói idő) | Mérkőzés             | Eredmény |
| ------------------- | -------------------- | -------- |
| 2019. január 25.    | Veracruz – Puebla    | 0–1      |
| 2019. január 25.    | Atlas – Lobos        | 3–1      |
| 2019. január 26.    | Cruz Azul – Tijuana  | 1–0      |
| 2019. január 26.    | Monterrey – América  | 3–2      |
| 2019. január 26.    | Pachuca – Pumas      | 1–0      |
| 2019. január 26.    | Necaxa – Morelia     | 0–0      |
| 2019. január 27.    | Toluca – Tigres      | 0–1      |
| 2019. január 27.    | Querétaro – León     | 0–4      |
| 2019. január 27.    | Santos – Guadalajara | 1–0      |

##### 5. forduló
| Dátum (mexikói idő) | Mérkőzés               | Eredmény |
| ------------------- | ---------------------- | -------- |
| 2019. február 1.    | Morelia – Atlas        | 1–2      |
| 2019. február 1.    | Puebla – Necaxa        | 1–4      |
| 2019. február 2.    | América – Querétaro    | 2–0      |
| 2019. február 2.    | León – Cruz Azul       | 2–0      |
| 2019. február 2.    | Tigres – Santos        | 2–1      |
| 2019. február 2.    | Tijuana – Toluca       | 2–0      |
| 2019. február 3.    | Pumas – Monterrey      | 1–1      |
| 2019. február 3.    | Lobos – Pachuca        | 1–1      |
| 2019. február 4.    | Guadalajara – Veracruz | 0–0      |

##### 6. forduló
| Dátum (mexikói idő) | Mérkőzés             | Eredmény |
| ------------------- | -------------------- | -------- |
| 2019. február 8.    | Veracruz – Tigres    | 0–2      |
| 2019. február 8.    | Atlas – Puebla       | 1–2      |
| 2019. február 9.    | Querétaro – Pumas    | 0–2      |
| 2019. február 9.    | Monterrey – Lobos    | 4–0      |
| 2019. február 9.    | América – León       | 0–3      |
| 2019. február 9.    | Pachuca – Morelia    | 2–0      |
| 2019. február 9.    | Necaxa – Guadalajara | 3–3      |
| 2019. február 10.   | Toluca – Cruz Azul   | 1–1      |
| 2019. február 10.   | Santos – Tijuana     | 1–1      |

##### 7. forduló
| Dátum (mexikói idő) | Mérkőzés            | Eredmény |
| ------------------- | ------------------- | -------- |
| 2019. február 15.   | Morelia – Monterrey | 2–3      |
| 2019. február 15.   | Puebla – Pachuca    | 1–1      |
| 2019. február 15.   | Tijuana – Veracruz  | 3–0      |
| 2019. február 16.   | Cruz Azul – Santos  | 1–2      |
| 2019. február 16.   | Tigres – Necaxa     | 3–2      |
| 2019. február 16.   | León – Toluca       | 3–0      |
| 2019. február 16.   | Guadalajara – Atlas | 3–0      |
| 2019. február 17.   | Pumas – América     | 1–0      |
| 2019. február 17.   | Lobos – Querétaro   | 3–1      |

##### 8. forduló
| Dátum (mexikói idő) | Mérkőzés              | Eredmény |
| ------------------- | --------------------- | -------- |
| 2019. február 22.   | Veracruz – Cruz Azul  | 1–1      |
| 2019. február 22.   | Atlas – Tigres        | 0–1      |
| 2019. február 23.   | Querétaro – Morelia   | 3–0      |
| 2019. február 23.   | América – Lobos       | 3–0      |
| 2019. február 23.   | Monterrey – Puebla    | 0–0      |
| 2019. február 23.   | Necaxa – Tijuana      | 1–2      |
| 2019. február 23.   | Pachuca – Guadalajara | 3–1      |
| 2019. február 24.   | Pumas – León          | 1–3      |
| 2019. február 24.   | Santos – Toluca       | 4–0      |

##### 9. forduló
| Dátum (mexikói idő) | Mérkőzés                | Eredmény |
| ------------------- | ----------------------- | -------- |
| 2019. március 1.    | Morelia – América       | 2–2      |
| 2019. március 1.    | Tijuana – Atlas         | 3–1      |
| 2019. március 2.    | Cruz Azul – Necaxa      | 2–1      |
| 2019. március 2.    | León – Santos           | 3–0      |
| 2019. március 2.    | Tigres – Pachuca        | 3–0      |
| 2019. március 2.    | Guadalajara – Monterrey | 0–2      |
| 2019. március 3.    | Toluca – Veracruz       | 3–1      |
| 2019. március 3.    | Lobos – Pumas           | 2–1      |
| 2019. március 4.    | Puebla – Querétaro      | 1–0      |

##### 10. forduló
| Dátum (mexikói idő) | Mérkőzés                | Eredmény |
| ------------------- | ----------------------- | -------- |
| 2019. március 8.    | Veracruz – Santos       | 2–2      |
| 2019. március 8.    | Atlas – Cruz Azul       | 0–2      |
| 2019. március 9.    | Pachuca – Tijuana       | 4–0      |
| 2019. március 9.    | América – Puebla        | 1–0      |
| 2019. március 9.    | Monterrey – Tigres      | 1–1      |
| 2019. március 9.    | Necaxa – Toluca         | 1–1      |
| 2019. március 9.    | Querétaro – Guadalajara | 0–0      |
| 2019. március 10.   | Pumas – Morelia         | 2–2      |
| 2019. március 10.   | Lobos – León            | 0–1      |

##### 11. forduló
| Dátum (mexikói idő) | Mérkőzés              | Eredmény |
| ------------------- | --------------------- | -------- |
| 2019. március 15.   | Morelia – Lobos       | 1–1      |
| 2019. március 15.   | Puebla – Pumas        | 1–0      |
| 2019. március 16.   | Cruz Azul – Pachuca   | 4–1      |
| 2019. március 16.   | Guadalajara – América | 0–2      |
| 2019. március 16.   | Tigres – Querétaro    | 4–1      |
| 2019. március 16.   | Tijuana – Monterrey   | 1–0      |
| 2019. március 17.   | Toluca – Atlas        | 2–0      |
| 2019. március 17.   | Santos – Necaxa       | 1–2      |
| 2019. március 17.   | León – Veracruz       | 2–0      |

##### 12. forduló
| Dátum (mexikói idő) | Mérkőzés              | Eredmény |
| ------------------- | --------------------- | -------- |
| 2019. március 29.   | Morelia – León        | 2–3      |
| 2019. március 29.   | Atlas – Santos        | 1–0      |
| 2019. március 30.   | Querétaro – Tijuana   | 1–0      |
| 2019. március 30.   | Pachuca – Toluca      | 3–2      |
| 2019. március 30.   | América – Tigres      | 3–0      |
| 2019. március 30.   | Monterrey – Cruz Azul | 2–2      |
| 2019. március 30.   | Necaxa – Veracruz     | 2–0      |
| 2019. március 31.   | Pumas – Guadalajara   | 2–1      |
| 2019. március 31.   | Lobos – Puebla        | 0–4      |

##### 13. forduló
| Dátum (mexikói idő) | Mérkőzés              | Eredmény |
| ------------------- | --------------------- | -------- |
| 2019. április 5.    | Veracruz – Atlas      | 0–1      |
| 2019. április 5.    | Puebla – Morelia      | 1–1      |
| 2019. április 6.    | Cruz Azul – Querétaro | 3–0      |
| 2019. április 6.    | Tigres – Pumas        | 2–0      |
| 2019. április 6.    | León – Necaxa         | 2–1      |
| 2019. április 6.    | Guadalajara – Lobos   | 0–1      |
| 2019. április 6.    | Tijuana – América     | 3–2      |
| 2019. április 7.    | Toluca – Monterrey    | 5–1      |
| 2019. április 7.    | Santos – Pachuca      | 0–0      |

##### 14. forduló
| Dátum (mexikói idő) | Mérkőzés              | Eredmény |
| ------------------- | --------------------- | -------- |
| 2019. április 12.   | Puebla – León         | 0–3      |
| 2019. április 12.   | Atlas – Necaxa        | 1–2      |
| 2019. április 13.   | Querétaro – Toluca    | 0–0      |
| 2019. április 13.   | Pachuca – Veracruz    | 9–2      |
| 2019. április 13.   | Morelia – Guadalajara | 1–0      |
| 2019. április 14.   | Pumas – Tijuana       | 1–0      |
| 2019. április 14.   | Lobos – Tigres        | 0–3      |
| 2019. április 14.   | América – Cruz Azul   | 0–0      |
| 2019. április 14.   | Monterrey – Santos    | 4–0      |

##### 15. forduló
| Dátum (mexikói idő) | Mérkőzés             | Eredmény |
| ------------------- | -------------------- | -------- |
| 2019. április 19.   | Veracruz – Monterrey | 0–1      |
| 2019. április 19.   | Tijuana – Lobos      | 1–2      |
| 2019. április 20.   | Necaxa – Pachuca     | 2–2      |
| 2019. április 20.   | León – Atlas         | 5–2      |
| 2019. április 20.   | Cruz Azul – Pumas    | 2–1      |
| 2019. április 20.   | Tigres – Morelia     | 3–3      |
| 2019. április 20.   | Guadalajara – Puebla | 1–3      |
| 2019. április 21.   | Toluca – América     | 3–2      |
| 2019. április 21.   | Santos – Querétaro   | 2–1      |

##### 16. forduló
| Dátum (mexikói idő) | Mérkőzés             | Eredmény |
| ------------------- | -------------------- | -------- |
| 2019. április 26.   | Puebla – Tigres      | 1–1      |
| 2019. április 26.   | Morelia – Tijuana    | 1–4      |
| 2019. április 27.   | Pachuca – Atlas      | 1–0      |
| 2019. április 27.   | América – Santos     | 1–0      |
| 2019. április 27.   | Monterrey – Necaxa   | 2–2      |
| 2019. április 27.   | Guadalajara – León   | 2–1      |
| 2019. április 28.   | Pumas – Toluca       | 2–2      |
| 2019. április 28.   | Lobos – Cruz Azul    | 1–4      |
| 2019. április 28.   | Querétaro – Veracruz | 2–1      |

##### 17. forduló
| Dátum (mexikói idő) | Mérkőzés             | Eredmény |
| ------------------- | -------------------- | -------- |
| 2019. május 3.      | Veracruz – América   | 0–2      |
| 2019. május 4.      | Cruz Azul – Morelia  | 1–1      |
| 2019. május 4.      | León – Pachuca       | 2–1      |
| 2019. május 4.      | Tigres – Guadalajara | 2–1      |
| 2019. május 4.      | Necaxa – Querétaro   | 1–0      |
| 2019. május 4.      | Tijuana – Puebla     | 4–0      |
| 2019. május 5.      | Toluca – Lobos       | 4–0      |
| 2019. május 5.      | Atlas – Monterrey    | 2–0      |
| 2019. május 5.      | Santos – Pumas       | 5–2      |

#### Kereszttábla
| Hazai \ Vendég1 | AMÉ | ATL | CRZ | GUA | LEÓ | LOB | MTY | MOR | NEC | PAC | PUE | PUM | QUE | SAN | TIG | TIJ | TOL | VER |
| América         |     |     | 0–0 |     | 0–3 | 3–0 |     |     | 1–3 | 3–0 | 1–0 |     | 2–0 | 1–0 | 3–0 |     |     |     |
| Atlas           | 1–2 |     | 0–2 |     |     | 3–1 | 2–0 |     | 1–2 |     | 1–2 |     |     | 1–0 | 0–1 |     |     |     |
| Cruz Azul       |     |     |     | 0–1 |     |     |     | 1–1 | 2–1 | 4–1 |     | 2–1 | 3–0 | 1–2 |     | 1–0 |     |     |
| Guadalajara     | 0–2 | 3–0 |     |     | 2–1 | 0–1 | 0–2 |     |     |     | 1–3 |     |     |     |     | 2–0 | 1–0 | 0–0 |
| León            |     | 5–2 | 2–0 |     |     |     |     |     | 2–1 | 2–1 |     |     |     | 3–0 | 2–2 | 0–1 | 3–0 | 2–0 |
| Lobos           |     |     | 1–4 |     | 0–1 |     |     |     | 2–3 | 1–1 | 0–4 | 2–1 | 3–1 | 2–0 | 0–3 |     |     |     |
| Monterrey       | 3–2 |     | 2–2 |     | 2–2 | 4–0 |     |     | 2–2 | 5–0 | 0–0 |     |     | 4–0 | 1–1 |     |     |     |
| Morelia         | 2–2 | 1–2 |     | 1–0 | 2–3 | 1–1 | 2–3 |     |     |     |     |     |     |     |     | 1–4 | 1–3 | 2–0 |
| Necaxa          |     |     |     | 3–3 |     |     |     | 0–0 |     | 2–2 |     | 2–1 | 1–0 |     |     | 1–2 | 1–1 | 2–0 |
| Pachuca         |     | 1–0 |     | 3–1 |     |     |     | 2–0 |     |     |     | 1–0 | 3–0 |     |     | 4–0 | 3–2 | 9–2 |
| Puebla          |     |     | 1–1 |     | 0–3 |     |     | 1–1 | 1–4 | 1–1 |     | 1–0 | 1–0 | 1–1 | 1–1 |     |     |     |
| Pumas           | 1–0 | 2–2 |     | 2–1 | 1–3 |     | 1–1 | 2–2 |     |     |     |     |     |     |     | 1–0 | 2–2 | 0–0 |
| Querétaro       |     | 1–2 |     | 0–0 | 0–4 |     | 1–2 | 3–0 |     |     |     | 0–2 |     |     |     | 1–0 | 0–0 | 2–1 |
| Santos          |     |     |     | 1–0 |     |     |     | 1–0 | 1–2 | 0–0 |     | 5–2 | 2–1 |     |     | 1–1 | 4–0 |     |
| Tigres          |     |     | 0–1 | 2–1 |     |     |     | 3–3 | 3–2 | 3–0 |     | 2–0 | 4–1 | 2–1 |     |     |     |     |
| Tijuana         | 3–2 | 3–1 |     |     |     | 1–2 | 1–0 |     |     |     | 4–0 |     |     |     | 0–3 |     | 2–0 | 3–0 |
| Toluca          | 3–2 | 2–0 | 1–1 |     |     | 4–0 | 5–1 |     |     |     | 2–0 |     |     |     | 0–1 |     |     | 3–1 |
| Veracruz        | 0–2 | 0–1 | 1–1 |     |     | 0–1 | 0–1 |     |     |     | 0–1 |     |     | 2–2 | 0–2 |     |     |     |

Utolsó felvett mérkőzés dátuma: 2019. május 5. 
Forrás: A bajnokság hivatalos honlapja 
1A hazai csapatok a bal oldali oszlopban szerepelnek.
Színek: Zöld = hazai győzelem; Sárga = döntetlen; Piros = vendéggyőzelem.
 

## Góllövőlista
Az alábbi lista a legalább 4 gólt szerző játékosokat tartalmazza.
- 14 gólos:
  -  Ángel Mena (León)
- 12 gólos:
  -  Milton Caraglio (Cruz Azul)
  -  Brian Fernández (Necaxa)
- 11 gólos:
  -  Rogelio Funes Mori (Monterrey)
- 10 gólos:
  -  José Juan Macías (León)
  -  Gustavo Bou (Tijuana)
- 9 gólos:
  -  André-Pierre Gignac (Tigres)
- 8 gólos:
  -  Leonardo Javier Ramos (Lobos)
- 7 gólos:
  -  Franco Jara (Pachuca)
  -  Miller Bolaños (Tijuana)
- 6 gólos:
  -  Leonardo Ulloa (Pachuca)
  -  Edwin Cardona (Pachuca)
  -  Julio César Furch (Santos)
  -  Alexis Canelo (Toluca)
- 5 gólos:
  -  Nicolás Castillo (América)
  -  Roger Martínez (América)
  -  Edison Flores (Morelia)
  -  Cristian Calderón (Necaxa)
  -  Lucas Cavallini (Puebla)
  -  Carlos González Espínola (Pumas)
  -  Felipe Mora (Pumas)
  -  Camilo Sanvezzo (Querétaro)
  -  Eduardo Vargas (Tigres)
- 4 gólos:
  -  Henry Martín (América)
  -  Jesús Isijara (Atlas)
  -  Osvaldo Martínez (Atlas)
  -  Alan Pulido (Guadalajara)
  -  Alexis Vega (Guadalajara)
  -  Jean Meneses (León)
  -  Joel Campbell (León)
  -  Rodolfo Pizarro (Monterrey)
  -  Dorlan Pabón (Monterrey)
  -  Nicolás Gabriel Sánchez (Monterrey)
  -  Miguel Sansores (Morelia)
  -  Víctor Guzmán (Pachuca)
  -  Matías Alustiza (Puebla)
  -  Javier Marcelo Correa (Santos)
  -  Julián Andrés Quiñones (Tigres)
  -  Ariel Nahuelpán (Tijuana)
  -  Colin Kazim-Richards (Veracruz)

## Sportszerűségi táblázat
A következő táblázat a csapatok játékosai által az alapszakasz során kapott lapokat tartalmazza. Egy kiállítást nem érő sárga lapért 1, egy kiállításért 3 pont jár. A csapatok növekvő pontsorrendben szerepelnek, így az első helyezett a legsportszerűbb közülük. Ha több csapat pontszáma, gólkülönbsége, összes és idegenben rúgott góljainak száma és a klubok együtthatója is egyenlő, egymás elleni eredményük pedig döntetlen, akkor helyezésüket a sportszerűségi táblázat alapján döntik el.
| Csapat           | Sárga lap | sárga lap · 2. sárga lap · kiállítva | kiállítva | Pontszám |
| ---------------- | --------- | ------------------------------------ | --------- | -------- |
| Tigres           | 26        | 0                                    | 0         | 26       |
| Tijuana          | 31        | 0                                    | 0         | 31       |
| Lobos de la BUAP | 25        | 0                                    | 2         | 31       |
| Querétaro        | 23        | 0                                    | 3         | 32       |
| Pachuca          | 30        | 0                                    | 1         | 33       |
| Santos Laguna    | 27        | 0                                    | 3         | 36       |
| León             | 30        | 0                                    | 2         | 36       |
| CD Guadalajara   | 31        | 0                                    | 4         | 43       |
| Cruz Azul        | 34        | 0                                    | 3         | 43       |
| Necaxa           | 35        | 0                                    | 4         | 47       |
| América          | 35        | 0                                    | 4         | 47       |
| Monarcas Morelia | 36        | 0                                    | 4         | 48       |
| Toluca           | 37        | 0                                    | 4         | 49       |
| Veracruz         | 34        | 0                                    | 5         | 49       |
| Pumas            | 39        | 0                                    | 4         | 51       |
| Atlas            | 37        | 0                                    | 5         | 52       |
| Puebla           | 38        | 0                                    | 5         | 53       |
| Monterrey        | 35        | 0                                    | 6         | 53       |